# María Trinidad Sánchez
María Trinidad Sánchez ist eine Provinz im Norden der Dominikanischen Republik. Die Provinz grenzt im Norden an den Atlantischen Ozean.

## Verwaltungsgliederung
Die Provinz setzt sich aus vier Municipios zusammen:
- Cabrera
- El Factor
- Nagua
- Río San Juan